# Stanstead Abbotts
Stanstead Abbotts – wieś w Anglii, w hrabstwie Hertfordshire, w dystrykcie East Hertfordshire. Leży 7 km na wschód od miasta Hertford i 33 km na północ od centrum Londynu. Miejscowość liczy 1983 mieszkańców.